# نوكيا X2-01
نوكيا X2-01 (بالإنجليزية: Nokia X2-01)‏ هو هاتف ذكي من نوكيا، تم طرحه في الأسواق في 2010.

## ميزات
Nokia X2-01 هو هاتف أساسي به ميزات إضافية مثبتة لبريد Ovi و Ovi Chat حيث يمكن للمستخدمين إعداد حسابات بريد إلكتروني ودردشة مباشرة من الجهاز. يحتوي X2-01 أيضًا على كاميرا VGA وشاشة بحجم 2.4 بوصة (61 ملم) ودعم ما يصل إلى 8 جيجا بايت من التخزين على بطاقة MicroSD. الهاتف متوفر بألوان مختلفة: أسود-تيتانيوم ، أسود-أحمر ، أسود-أزور ، أبيض فضي ، أبيض-وردي. (يعتمد توفر بعض الألوان على المنطقة).

## مواصفات

نوكيا x2 01 الاحمر

- الكاميرا الأمامية: VGA
- الشاشة: 320 × 240
- الوزن: 107.5 غرام
- الذاكرة: 55 ميجابايت

## روابط خارجية
- مواصفات الهاتف كاملة _ موقع gsmartena.com